# DDR-Meisterschaften im Eisschnelllaufen 1974

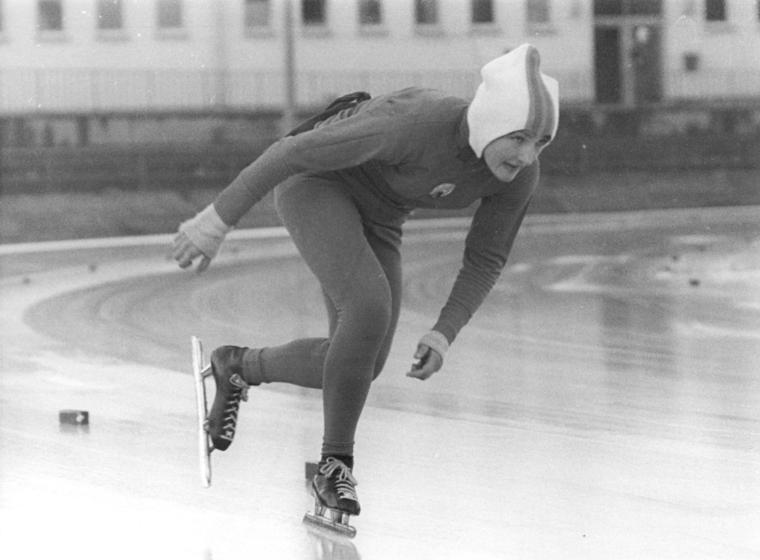
Die neue Meisterin im Großen Mehrkampf Birgit Männel

Die DDR-Meisterschaften im Eisschnelllaufen 1974 wurden im Sprint-Mehrkampf im Karl-Marx-Städtischen Eisstadion im Küchwald und im Großen Mehrkampf im Sportforum Hohenschönhausen in Berlin ausgetragen. Die Meisterschaft im Großen Mehrkampf fand bereits im Dezember des Vorjahres statt. Auf den Einzelstrecken wurden in diesem Jahr keine Meister ermittelt. Klaus Knauer konnte seinen Titel im Sprint-Mehrkampf aus dem Vorjahr verteidigen.

## Meister
| Distanz          | Männer         | Verein             | Frauen          | Verein             |
| ---------------- | -------------- | ------------------ | --------------- | ------------------ |
| Sprint-Mehrkampf | Klaus Knauer   | SC Einheit Dresden | Monika Zernicek | SC Dynamo Berlin   |
|                  |                |                    |                 |                    |
| Großer Mehrkampf | Manfred Winter | SC Karl-Marx-Stadt | Birgit Männel   | SC Karl-Marx-Stadt |

## Sprint-Mehrkampf-Meisterschaften
Termin: 9.–10. Februar 1974

### Männer
| Pl. | Name            | Verein             | Punkte  |
| --- | --------------- | ------------------ | ------- |
| 1   | Klaus Knauer    | SC Einheit Dresden | 166,800 |
| 2   | Harald Oehme    | TSC Berlin         | 167,600 |
| 3   | Michael Brychcy | SC Dynamo Berlin   | 168,450 |
| 4   | Manfred Winter  | SC Karl-Marx-Stadt | 172,100 |
| 5   | Steffen Hofmann | SC Einheit Dresden | 172,400 |
| 6   | Dieter Jander   | SC Turbine Erfurt  | 172,950 |

### Frauen
| Pl. | Name            | Verein             | Punkte  |
| --- | --------------- | ------------------ | ------- |
| 1   | Monika Zernicek | SC Dynamo Berlin   | 186,700 |
| 2   | Birgit Männel   | SC Karl-Marx-Stadt | 189,800 |
| 2   | Heike Lange     | SC Dynamo Berlin   | 189,800 |
| 4   | Karin Kessow    | SC Dynamo Berlin   | 189,900 |
| 5   | H. Neumann      | TSC Berlin         | 193,900 |
| 6   | Katrin Lorenz   | SC Karl-Marx-Stadt | 194,000 |

## Großer Mehrkampf-Meisterschaften

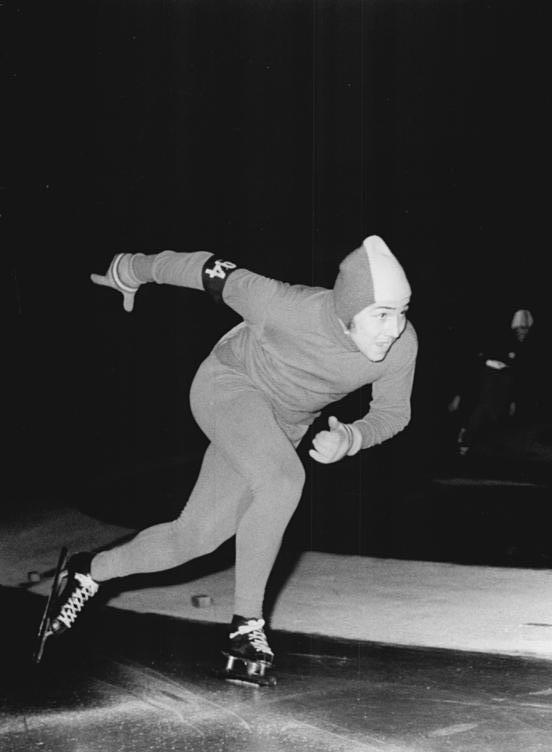
Der neue Meister im Großen Mehrkampf Manfred Winter

Termin: 21.–23. Dezember 1973

### Männer
| Pl. | Name             | Verein             | Punkte  |
| --- | ---------------- | ------------------ | ------- |
| 1   | Manfred Winter   | SC Karl-Marx-Stadt | 186,236 |
| 2   | Klaus Wunderlich | TSC Berlin         | 188,410 |
| 3   | Harald Oehme     | TSC Berlin         | 189,907 |
| 4   | Michael Brychcy  | SC Dynamo Berlin   | 190,979 |
| 5   | Thomas Krohn     | TSC Berlin         | 194,067 |
| 6   | P. Ahnel         | SC Turbine Erfurt  | 195,929 |

### Frauen
| Pl. | Name            | Verein             | Punkte  |
| --- | --------------- | ------------------ | ------- |
| 1   | Birgit Männel   | SC Karl-Marx-Stadt | 194,972 |
| 2   | Monika Zernicek | SC Dynamo Berlin   | 194,985 |
| 3   | Ute Dix         | SC Karl-Marx-Stadt | 198,248 |
| 4   | Karin Kessow    | SC Dynamo Berlin   | 198,572 |
| 5   | Heike Lange     | SC Dynamo Berlin   | 200,452 |
| 6   | H. Neumann      | TSC Berlin         | 205,649 |

## Medaillenspiegel
| Platz | Verein | Verein             | Gold | Silber | Bronze | Total |
| ----- | ------ | ------------------ | ---- | ------ | ------ | ----- |
| 1     |        | SC Karl-Marx-Stadt | 2    | 1      | 1      | 4     |
| 2     |        | SC Dynamo Berlin   | 1    | 2      | 1      | 4     |
| 3     |        | SC Einheit Dresden | 1    | –      | –      | 1     |
| 4     |        | TSC Berlin         | –    | 2      | 1      | 3     |
|       | Total  | Total              | 4    | 5      | 3      | 12    |